# La Manga Cup
La Manga Cup är en fotbollsturnering som spelades i La Manga del Mar Menor i Spanien åren 1999-2015. Det var vanligt att deltagande lag var från länder med en sommarfotbollssäsong som Sverige, Finland, Danmark, Norge, Ryssland men även USA och Kanada. Den första upplagan av turneringen spelades 1999 och vann av Rosenborg, som hittills är det enda laget med tre segrar. 
2002 vann Helsingborgs IF och 2008 vann Kalmar FF.